# 石柱トゥチャ族自治県
石柱トゥチャ族自治県（せきちゅうトゥチャぞくじちけん）は中華人民共和国重慶市に位置する自治県。

## 歴史
1913年に石砫県が設置される。1959年に石柱県に改称、1983年に自治県に改編され現在に至る。

## 行政区画
下部に3街道、17鎮、13郷を管轄する。
- 街道:南賓街道、万安街道、下路街道
- 鎮:西沱鎮、悦崍鎮、臨渓鎮、黄水鎮、馬武鎮、沙子鎮、王場鎮、沿渓鎮、竜沙鎮、魚池鎮、三河鎮、大歇鎮、橋頭鎮、万朝鎮、冷水鎮、黄鶴鎮、楓木鎮
- 郷:黎場郷、三星郷、六塘郷、三益郷、王家郷、河嘴郷、石家郷、中益郷、洗新郷、竜潭郷、新楽郷、金鈴郷、金竹郷

## 交通

### 鉄道
- 渝利線
  - 石柱県駅
  - 黄水駅

### 道路
- 高速道路
  -  滬渝高速道路（中国語版）
  -  石渝高速道路（中国語版）
  -  張南高速道路（中国語版）
- 国道
  - G211国道
  - G351国道（中国語版）

## 健康・医療・衛生
- 石柱土家族自治県人民医院
- 石柱土家族自治県中医院
- 石柱土家族自治県悦崃鎮中心衛生院[1]